# Garrottering

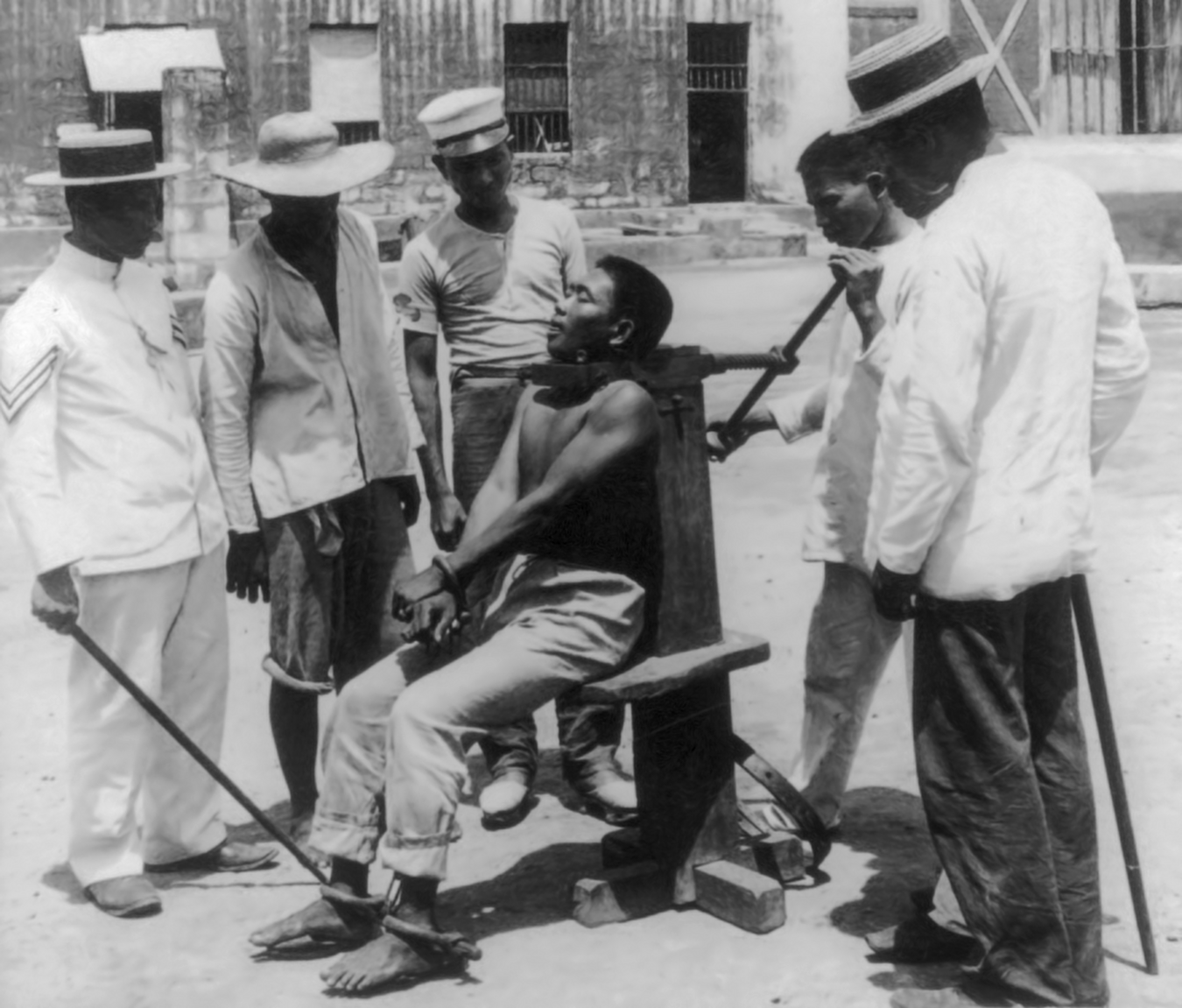
Avrättning genom garrottering i det gamla Bilibidfängelset i Manila i Filippinerna år 1901.

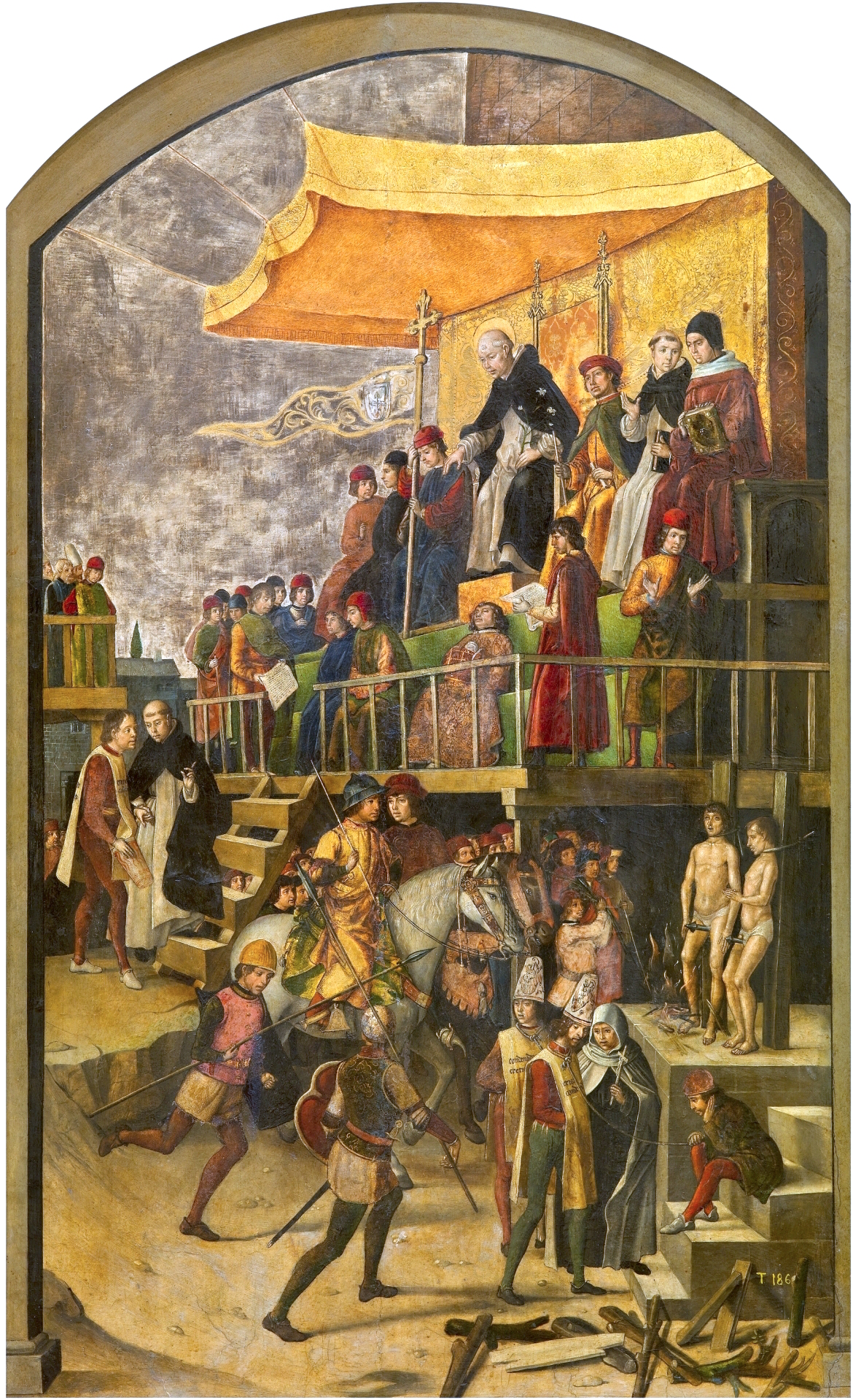
Dominicus leder en autodafé mot katarer där två kättare garrotteras och bränns på bål. Målning av Pedro Berruguete från 1490-talet.

Garrottering (spanska: garrote, 'strypstock', 'strypjärn') är en historisk avrättningsmetod. Den dödsdömde binds vid en träpåle och stryps långsamt med ett rep eller ett vid pålen fäst så kallat halsjärn. Den senaste kända användningen var i Spanien 1974.

## Historia
Avrättningsmetoden är känd sedan första århundradet före Kristus i romerska riket, under den latinska benämningen laqueus. Det finns hänvisningar från den andra catilinska konspirationen, då konspiratörer som Publius Cornelius Lentulus Sura blev strypt på detta sätt i Mamertinska fängelset i Rom. Metoden användes därefter bland annat av den medeltida inkvisitionen mot kättare, som efter att ha bekänt sina synder ströps vid en påle och sedan brändes på bål vid samma påle.
Garrottering har tidigare varit den huvudsakliga avrättningsmetoden i Spanien samt Kuba och andra spanska kolonier. Ursprungligen klubbades dödsdömda till döds (detta syftade det spanska uttrycket garrote vil på), vilket övergick till strypning med rep och den dödsdömde stående vid en träpåle. Avrättningsmetoden garrote vil användes mot enklare folk då halshuggning, som ansågs mindre smärtsamt, var reserverat för adel och kungligheter.
Senare effektiviserades avrättningarna genom att halsjärnet endast användes för att fixera huvudet på den dödsdömde och en metallskruv bakifrån drevs in i ryggmärgen i nacken. Dessutom placerades den dödsdömde i en för ändamålet specialbyggd stol. Halsjärn och skruv drogs automatiskt åt samtidigt. Med hjälp av ett stort handtag behövde bödeln inte använda särskilt mycket muskelkraft.
Garrottering användes mest i Spanien och Mexiko under 1800- och 1900-talen. Den sista garrotteringen ägde rum i Spanien så sent som 1974, då anarkisten Salvador Puig Antich avrättades på detta sätt. Detta var året före diktatorn Francos död. Garrottering avskaffades 1978 i samband med Spaniens återgång till demokrati.
Det sista land i Europa att avskaffa garrottering ur sin lagbok var Andorra, där detta skedde 1990. Garrottering hade dock inte praktiserats i landet sedan 1100-talet.